# 连铜淑
连铜淑（1930年—），男，广东潮阳人，中国光学仪器专家，曾任北京工业学院教授、博士生导师。